# Kutakarang
Kutakarang is een bestuurslaag in het regentschap Pandeglang van de provincie Banten, Indonesië. Kutakarang telt 2989 inwoners (volkstelling 2010).